# Xu Qiliang
Xu Qiliang (xinès: 许其亮)  (Linqu County, 29 de març de 1950 - Pequín, 2 de juny de 2025) va ser un militar xinès, membre del 19è Politburó del Partit Comunista de la Xina.

## Biografia
Xu Qiliang fill de família de pagesos va néixer el març de 1950 a Linqu província de Shandong a la costa est de la Xina. Va ingressar a l'Exèrcit Popular d'Alliberament al 16 anys i al Partit Comunista Xinès als 17.
Tota la seva formació l'ha va rebre a les diferents escoles de l'èxèrcit de l'Aire, inicialment a l'Escola Primària (1966) i a l'Escola d'Aviació a la ciutat de Shenyang a la província de Liaoning. De 1969 a 1973 va fer d'aviador i més endavant va seguir la formació a Wuwei a la província de Gansu (1968-1969) i a Xinyang a la província de Henan (1982).
A la Universitat de Defensa Nacional de Pequín va estudiar al Departament d'Operacions Bàsiques (1986-1988) i va participar en diversos programes d'especialització militar.
La seva carrera militar la va iniciar com a pilot i ha anat ocupant llocs i rangs  d'alta responsabilitat  en l'Exèrcit de l'Aire, com General de Divisió (1991) Tinent General (1996). El 1999, a l'edat de 49 anys, va prendre el comandament de la Regió Militar de Shenyang, on també va comandar la força aèria. El 2007, va ser ascendit a General i comandant de la força aèria al capdavant del qual romandrà fins al 2012, any del 18è Congrés, on és promogut com número 3 de la Comissió Militar Central, darrere de Xi Jinping i el general Fan Changlong. A l'octubre de 2017 el 19è Congrés Nacional del Partit Comunista de la Xina el va nomenar vicepresident de la Comissió Militar del Partit i membre de Buró Polític.